# Hana FC
Hana FC ist ein Fußballverein von den Salomonen aus der Hauptstadt Honiara. Er spielt in der Telekom S-League. Trainiert wird die Mannschaft vom Kongolesen Rex Masuaku.